# Yūki Satō (Leichtathlet)
Yūki Satō (jap. 佐藤 悠基, Satō Yūki; * 26. November 1986 in Shimizu) ist ein japanischer Leichtathlet, der sich auf den Langstreckenlauf spezialisiert hat.

## Sportliche Laufbahn
Erste internationale Erfahrungen sammelte Yūki Satō im Jahr 2003, als er bei den Jugendweltmeisterschaften im kanadischen Sherbrooke mit 8:38,45 min im 3000-Meter-Lauf in der Vorrunde ausschied. Bei den Crosslauf-Weltmeisterschaften 2004 in Brüssel erreichte er nach 26:47 min Rang 46 in der U20-Wertung und wurde anschließend bei den Juniorenweltmeisterschaften in Grosseto in 14:15,62 min 13. über 5000 Meter. Im Jahr darauf lief er bei den Crosslauf-Weltmeisterschaften 2003 in Saint-Étienne nach 26:21 min auf Rang 47 in der U20-Wertung ein und nahm anschließend an der Sommer-Universiade in Izmir teil und belegte dort in 28:43,46 min den vierten Platz im 10.000-Meter-Lauf und erreichte über 5000 Meter in 13:57,35 min Rang sieben. 
2008 erreichte er bei den Crosslauf-Weltmeisterschaften in Edinburgh nach 38:19 min Rang 93 und 2011 gewann er bei den Asienmeisterschaften in Kōbe in 13:40,78 min die Silbermedaille im 5000-Meter-Lauf hinter dem Bahrainer Dejene Regassa und startete anschließend über 10.000 Meter bei den Weltmeisterschaften in Daegu und wurde dort in 29:04,15 min 15. Im Jahr darauf qualifizierte er sich für die Teilnahme an den Olympischen Spielen in London und erreichte dort über 10.000 Meter in 28:44,06 min den 22. Platz und verpasste über 5000 Meter in 13:38,22 min den Finaleinzug. Auch bei den Leichtathletik-Weltmeisterschaften 2013 in Moskau schied er über 5000 Meter mit 13:37,07 min im Vorlauf aus und konnte sein Rennen über 10.000 Meter nicht beenden. 2014 nahm er an den Asienspielen in Incheon teil und wurde dort in 13:34,97 min Siebter über 5000 Meter.
Seit 2015 fokussiert sich Satō auf den Straßenlauf. 2018 stellte er beim Tokio-Marathon eine Bestzeit von 2:08:58 h auf. Im Jahr 2019 wurde er nach 1:02:30 h Zweiter beim Sendai-Halbmarathon und beim Halbmarathon im Rahmen des Gold-Coast-Marathons lief er nach 1:02:36 h ebenfalls auf dem zweiten Rang ein. 
In den Jahren von 2011 bis 2013 wurde Satō japanischer Meister im 10.000-Meter-Lauf.

## Persönliche Bestleistungen
- 3000 Meter: 7:44,63 min, 3. Juli 2010 in Oordegem
- 5000 Meter: 13:13,60 min, 13. Juli 2013 in Heusden-Zolder
- 10.000 Meter: 27:38,25 min, 24. April 2009 in Berkeley
- Halbmarathon: 1:01:06 h, 2. Februar 2010 in Marugame
- Marathon: 2:08:58 h, 25. Februar 2018 in Tokio